# نانوحسگر
نانوحسگر به حسگرهای در مقیاس نانو گفته می‌شود. این وسیله الکتریکی قابلیت شناسایی محرکهای فیزیکی بسیار خفیف در حد یک نانومتر را دارد. امروزه این وسیله کاربرد زیادی در محیط زیست یافته‌است. نانو حسگرهایی که از سیلیکون ساخته می‌شوند ساعت‌ها در هوا معلق مانده و می‌توانند آلودگی هوا را بررسی کنند.

## حسگر چیست؟
حسگر یک وسیلهٔ الکتریکی است که تغییرات فیزیکی یا شیمیایی را اندازه‌گیری می‌کند و آنها را به سیگنالهای الکتریکی تبدیل می‌نماید. حسگرها در واقع ابزار ارتباط ربات با دنیای خارج و کسب اطلاعات محیطی و نیز داخلی می‌باشند، و یا به‌طور کلی ابزارهایی هستند که تحت شرایط خاص ازخود واکنشهای پیش‌بینی شده ومورد انتظار نشان می‌دهند. شاید بتوان دماسنج را جزء اولین حسگرهایی دانست که بشرساخت.

### ساختار کلی یک حسگر
در طراحی یک حسگر، دانشمندان علوم مختلف مانند بیوشیمی، بیولوژی، الکترونیک و شاخه‌های مختلف شیمی و فیزیک حضور دارند. قسمت اصلی یک حسگر شیمیایی یا زیستی عنصر حسگر آن می‌باشد. عنصر حسگر در تماس با یک آشکارساز است. کارکرد این عنصر شناسایی و پیوند شدن با گونهٔ مورد نظر در یک نمونهٔ پیچیده‌است. سپس آشکارساز سیگنالهای شیمیایی را که در نتیجهٔ پیوند شدن عنصر حسگر با گونهٔ موردنظر تولید شده‌است را به یک سیگنال خروجی قابل اندازه‌گیری تبدیل می‌کند. حسگرهای زیستی بر اجزای بیولوژیکی نظیر آنتی‌بادی‌ها تکیه دارند. آنزیمها، گیرنده‌ها یا کل سلول‌ها می‌توانند به عنوان عنصر حسگر مورد استفاده قرار گیرند.

### خصوصیات حسگرها
یک حسگر ایده آل باید خصوصیات زیر را داشته باشد:
1. سیگنال خروجی باید متناسب با نوع و میزان گونهٔ هدف باشد.
2. بسیار اختصاصی نسبت به گونه مورد نظر عمل کند.
3. قدرت تفکیک و گزینش‌پذیری بالایی داشته باشد.
4. تکرارپذیری و صحت بالایی داشته باشد.
5. سرعت پاسخ دهی بالایی داشته باشد. (درحد میلی‌ثانیه)
6. عدم پاسخ دهی به عوامل مزاحم محیطی مانند دما، قدرت یونی محیط و …

### نانوحسگرها
با پیشرفت علم در دنیا و پیدایش تجهیزات الکترونیکی و تحولات عظیمی که در چند دههٔ اخیر و درخلال قرن بیستم به وقوع پیوست نیاز به ساخت حسگرهای دقیق تر، کوچکتر و دارای قابلیتهای بیشتر احساس شد. امروزه از حسگرهایی با حساسیت بالا استفاده می‌شود به‌طوری‌که در برابر مقادیر ناچیزی از گاز، گرما یا تشعشع حساس‌اند. بالا بردن درجهٔ حساسیت، بهره و دقت این حسگرها به کشف مواد و ابزارهای جدید نیاز دارد. نانو حسگرها، حسگرهایی در ابعاد نانومتری هستند که به خاطر کوچکی و نانومتری بودن ابعادشان از دقت و واکنش‌پذیری بسیار بالایی برخوردارند به‌طوری‌که حتی نسبت به حضور چند اتم از یک گاز هم عکس‌العمل نشان می‌دهند.
حسگر یک وسیله الکتریکی است که تغییرات فیزیکی یا شیمیایی را اندازه‌گیری می‌کند و آن‌ها را به سیگنالهای الکتریکی تبدیل می‌نماید. حسگرها در واقع ابزار ارتباط ربات با دنیای خارج و کسب اطلاعات محیطی و نیز داخلی می‌باشند یا به‌طور کلی ابزارهایی هستند که تحت شرایط خاص از خود واکنشهای پیش‌بینی شده و مورد انتظار نشان می‌دهند. شاید دماسنج را بتوان جزء اولین حسگرهایی که بشر ساخت به حساب آورد. با توجه به وجود آمدن وسایل الکترونیکی و تحولات عظیمی که در چند دهه اخیر و در خلال قرن بیستم به وقوع پیوسته‌است، امروزه نیاز به ساخت حسگرهای دقیق‌تر، کوچک‌تر و با قابلیت‌های بیشتر احساس می‌شود.

#### انواع نانوحسگرها
نانوحسگرها براساس نوع ساختارشان به سه دستهٔ نقاط کوانتومی، نانولوله‌های کربنی و نانوابزارها تقسیم‌بندی می‌شوند:
۱. استفاده از نقاط کوانتومی درتولید نانو حسگرها:
نقاط کوانتومی به عنوان بلورهای نیمه هادی کوچک تعریف می‌شوند. با کنترل ابعاد نقاط کوانتومی، میدان الکترومغناطیسی نور را در رنگ‌ها و طول موجهای مختلف، منتشر می‌کند. به عنوان مثال، نقاط کوانتومی از جنس آرسنیدکادمیوم با ابعاد ۳ نانومتر نور سبز منتشر می‌کند؛ درحالی که ذراتی به بزرگی ۵/۵ نانومتر از همان ماده نور قرمز منتشر می‌کند. به دلیل قابلیت تولید نور در طول موجهای خاص نقاط کوانتومی، این بلورهای ریز در ادوات نوری به کارمی روند. در این عرصه از نقاط کوانتومی در ساخت آشکارسازهای مادون قرمز، دیودهای انتشار دهندهٔ نورمی توان استفاده نمود. آشکارسازهای مادون قرمز از اهمیت فوق‌العاده‌ای برخوردارند. مشکل اصلی این آشکارسازها مسئلهٔ خنک‌سازی آنهاست. برای خنک‌سازی این آشکارسازها از اکسیژن مایع و خنک‌سازی الکترونیکی استفاده می‌شود. این آشکارسازها برای عملکرد صحیح باید در دماهای بسیار پائین، نزدیک به ۸۰ درجه کلوین کارکنند، بنابراین قابل استفاده در دمای اتاق نیستند، درصورتی که از آشکارسازهای ساخته شده با استفاده از نقاط کوانتومی می‌توان به راحتی در دمای اتاق استفاده کرد.
۲. استفاده از نانولوله‌ها درتولید نانوحسگرها:
نانو لوله‌های کربنی تک دیواره و چند دیواره به علت داشتن خواص مکانیکی و الکترونیکی منحصر به فردشان کاربردهای متنوعی پیدا کردند که از جمله می‌توان به استفاده از آن‌ها به عنوان حسگرهایی با دقت بسیار بالا برای تشخیص مواد در غلظتهای بسیار پائین و با سرعت بالا اشاره کرد.
به‌طورکلی کاربرد نانو لوله‌ها در حسگرها را می‌توان به دو دسته تقسیم کرد:
الف) نانولوله‌های کربنی به عنوان حسگرهای شیمیایی:
این حسگرها می‌توانند دردمای اتاق غلظتهای بسیار کوچکی از مولکولهای گازی با حساسیت بسیاربالا را آشکارسازی کنند. حسگرهای شیمیایی شامل مجموعه‌ای از نانولوله‌های تک دیواره هستند و می‌توانند مواد شیمیایی مانند دی‌اکسید نیتروژن (NO2) و آمونیاک (NH3) را آشکار کنند. هدایت الکتریکی یک نانولوله نیمه هادی تک دیواره که در مجاورت ppm200 از NO2 قرارداده می‌شود، می‌تواند در مدت چند ثانیه تا سه برابر افزایش یابد و به ازای اضافه کردن فقط 2% NH3 هدایت دو برابر خواهد شد. حسگرهای تهیه شده از نانولوله‌های تک دیواره دارای حساسیت بالایی بوده و در دمای اتاق هم‌زمان واکنش سریعی دارند. این خصوصیات نتایج مهمی در کاربردهای تشخیصی دارند.
ب) نانولوله‌های کربنی به عنوان حسگرهای مکانیکی:
هنگامی که یک نانولوله توسط جسمی به سمت بالا یا پائین حرکت می‌کند، هدایت الکتریکی آن تغییر می‌یابد. این تغییر در هدایت الکتریکی، با تغییر شکل مکانیکی نانولوله کاملاً متناسب است. این اندازه‌گیری به وضوح امکان استفاده از نانولوله‌ها را به عنوان حسگرهای مکانیکی نشان می‌دهد. یا می‌توان با استفاده از مواد واسط مانند پلیمرها در فاصلهٔ میان نانولوله‌های کربنی و سیستم، نانولوله‌های کربنی را برای ساخت بیوحسگرها توسعه داد. شبیه‌سازی‌های دینامیکی نشان می‌دهد که برخی پلیمرها مانند پلی اتیلن می‌توانند به صورت شیمیایی با نانولوله کربنی پیوند یابند. همچنین مولکول بنزن نیز می‌تواند به وسیلهٔ پیوندهای واندروالس روی نانولولهٔ کربنی جذب شود. این تحقیقات کاربردهای بسیار متنوع و وسیع نانولوله‌ها ی کربنی را نشان می‌دهد. تحقیق در این زمینه هنوز در حال توسعه و پیشرفت است و مطمئناً درآینده‌ای نه چندان دور شاهد به‌کارگیری آن‌ها در ابزارها و صنایع مختلف خواهیم بود.
۳. استفاده از نانو ابزارها درتولید نانوحسگرها:
با استفاده از این حسگرها شناسایی مقادیر بسیار کم آلودگی شیمیایی یا ویروس و باکتری در سامانهٔ کشاورزی و غذایی ممکن است. تحقیقات درزمینهٔ نانوابزارها جزء پژوهشهای علمی به روز دنیاست.

#### نانوحسگرها و کنترل آلودگی هوا
یکی از نیازهای مهم و اساسی در ارتباط با کنترل آلودگی محیط زیست، پایش مستمر آلودگی هواست. با استفاده از نانوحسگرها پیشرفت مؤثری در زمینهٔ کنترل آلودگی هوا صورت گرفته‌است. یکی از این راهکارها اختراع غبارهای هوشمند می‌باشد. غبارهای هوشمند مجموعه‌ای از حسگرهای پیشرفته به صورت نانو رایانه‌های بسیار سبک هستند که به راحتی ساعت‌ها درهوا معلق باقی می‌مانند. این ذرات بسیار ریز از سیلیکون ساخته می‌شوند و می‌توانند از طریق بی‌سیم موجود درخود اطلاعات موجود در خود را به یک پایگاه مرکزی منتقل کنند. سرعت این انتقال حدود یک کیلوبایت در ثانیه است. هم چنین حسگرهایی از جنس نانولوله‌های تک لایه ساخته شده‌اند که می‌توانند مولکولهای گازهای سمی را جذب کنند و همچنین آن‌ها قادر به شناسایی تعداد معدودی از گازهای مهلک موجود درمحیط هستند. محققان معتقدند این نانوحسگرها برای شناسایی گازهای بیوشیمیایی جنگی و آلاینده‌های هوا کاربرد خواهند داشت.

#### مبارزه با انتشار گازهای سمی
انتشار و پخش گازهای مهلک و سمی یکی از خطرات روزمره زندگی صنعتی است. متأسفانه هشدار دهنده‌های موجود در صنعت اغلب بسیار دیر موفق به شناسائی این‌گونه گازهای نشتی می‌شوند. نانوحس‌گرها که از نانوتیوب‌های تک لایه به ضخامت حدود یک نانومتر ساخته شده‌اند و می‌توانند مولکول‌های گازهای سمی را جذب کنند. آن‌ها همچنین قادر به شناسائی تعداد معدودی از مولکول‌های گازهای مهلک در محیط هستند. محققان مدعی‌اند که این حس‌گرها برای شناسائی به هنگام گازهای بیوشیمیایی جنگی، آلاینده‌های هوا و حتی مولکول‌های آلی موجود در فضا کاربرد خواهند داشت.

#### جذابیت‌های نانوحسگرها
به‌طور صریح این قبیل مزایای نانوحسگرها باعث شده‌است که به عنوان فرصتی وسوسه‌انگیز برای بازار تلقی شوند. نانوحسگرها به‌طور ذاتی کوچک‌تر و حساس‌تر از سایر حسگرها می‌باشند. همچنین این ظرفیت را دارند که قیمت تمام شده آن‌ها کمتر از قیمت تمام‌شده حسگرهای موجود در بازار باشد.
برای مثال اگر قیمت حسگرهای صنعتی متداول امروزی، چند ۱۰ هزار دلار باشند برای نانوحسگرهایی که بتوانند همان کار را انجام دهند به صورت نظری چند ۱۰ دلار برآورد می‌شود. نانوحسگرها همچنین هزینه جاری را نیز کاهش می‌دهند؛ زیرا به‌طور ذاتی برق کمتری مصرف می‌کنند.
درنهایت از آنجایی که نانوحسگرها هزینه‌های خرید و اجرا را کاهش می‌دهند؛ ممکن است به‌کارگیری آن‌ها به صورت آرایه‌ها و توده‌ها مقرون به صرفه باشد و همچنین بتوانند به شکل فراگیر و حتی اضافی در قطعات کاربرد پیدا کنند؛ به‌طوری‌که اگر یک نانوحسگر از کار بیفتد و از مدار خارج شود بتوان از آن صرف نظر کرد و ضریب امنیت در حد مطلوبی باقی بماند، زیرا تعداد زیادی نانوحسگر دیگر در سیستم می‌توانند کار آن را به عهده بگیرند.
در بخش نظامی و امنیت ملی نیز احتیاج به حسگرهای بسیار حساسی است که بتوانند به صورت گسترده توزیع شوند تا به کمک آن‌ها بتوان تشعشعات و بیوسم‌های زیستی را مورد بررسی قرار داد. در زمینه پزشکی نیاز به حسگرهای بسیار حساسی به صورت آزمایشگاه‌هایی بر روی تراشه است که بتوانند کوچک‌ترین علائم نشان‌دهنده سرطان را شناسایی کنند. در صنایع هوافضا احتیاج به نانوحسگرهایی است که در بدنه هواپیماها به عنوان سیستم هشداردهنده ثابت قرار بگیرند و مشخص کنند که چه زمانی هواپیما احتیاج به تعمیرات دارد.
در صنایع اتومبیل می‌توان از نانوحسگرها برای مصرف بهینه سوخت استفاده کرد. همچنین در اتومبیل‌های گران‌قیمت می‌توان برای بهبود وضعیت صندلی و وضعیت کنترل‌های موجود به تناسب حالت‌های مختلف بدن، این نانوحسگرها را مورد استفاده قرار داد.

### آینده‌نگری
می توان انتظار داشت که در آینده با ترکیب محرک‌ها و نانوحسگرها بتوان مواد هوشمندی ساخت که در فرایندهای تولید سیستم‌های پیچیده نقش‌های مهمی ایفا کرده و فناوری جدید دیگری را پایه‌ریزی کنند. گرچه موانعی مانند افزایش قیمت، اطمینان‌پذیری از تأثیر آن‌ها و نیز اطمینان از کاربرد آن‌ها در زمینه‌های صلح‌آمیز نیز باید از سر راه برداشته شود.